# کن کوبایاشی
کن کوبایاشی (انگلیسی: Ken Kobayashi؛ زادهٔ ۱۴ فوریهٔ ۱۹۴۹) کارآفرین، بازرگان و مدیر ارشد اجرایی ژاپنی است، که اکنون به‌عنوان مدیر عامل اجرایی شرکت میتسوبیشی فعالیت می‌نماید. وی همچنین رییس هیئت مدیره میتسوبیشی نیز می‌باشد.